# Midsommarstång

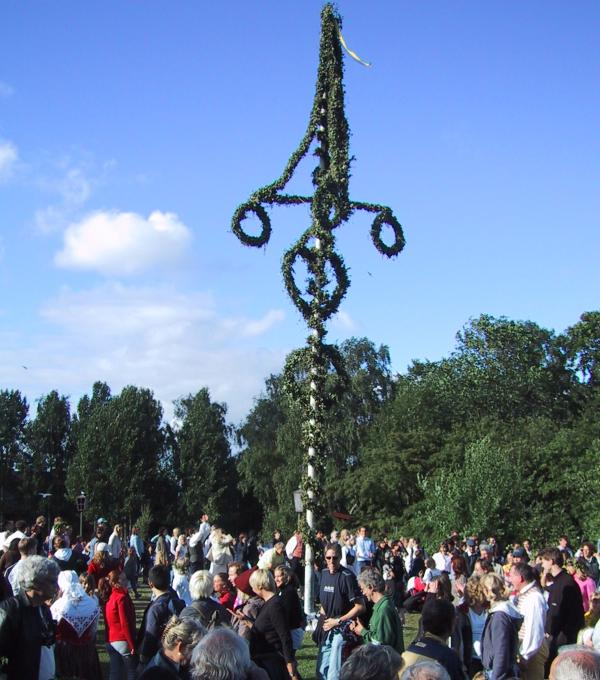
Större midsommarstång på Skansen i Stockholm, Sverige.

Midsommarstång eller majstång kallas en stång som är klädd med löv och blommor och som reses och brukas vid en viss tidpunkt under festliga former och firas med mat, dryck och dans. Festligheten infaller vid olika tillfällen på olika håll i världen som första maj, pingst eller midsommar. Ibland är majstången en permanent installation som bara tas ned för att lövas om inför den årliga resningen vid festligheten, men den kan också skapas och resas specifikt för festligheten för att några dagar senare tas ned igen.
Traditionen med majstång förekommer främst i germanska Europa och närliggande områden där det germanska inflytandet under perioder varit starkt men dess ursprung är okänt. I Sverige och exempelvis på Åland och i de svenskspråkiga områdena i den finländska skärgården, är midsommarstången midsommarens viktigaste attribut. Traditionen med majstång i Sverige härstammar förmodligen från Tyskland och kom till Sverige under medeltiden. Den vanligaste midsommarstången i Sverige har en horisontell bom, så majstången får formen av ett kors, och på bommen fästs en krans längst ut på varje arm. Utseendet varierar både lokalt och regionalt.
I delar av Europa, i Norge, Danmark och delar av Finland lever tradition med midsommareld (Kokko, Sankt Hansbål etc) kvar istället för stångresning. Detta förekom även i Sverige, i främst Skåne, Bohuslän och Jämtland.

## Etymologi
Ordet majstång kommer av traditionen att fira våren genom att löva sina hem. Det skedde särskilt under en fornnordisk vårfest med inhemska anor som firades den 1 maj. På sina håll restes då även en majstång. Svenskans substantiv "maj" syftar på gröna löv och gröna kvistar, och annan grönskande smyckning (även exempelvis kransar och lövade stänger), som man smyckade personer och föremål med. Att "maja" är alltså att smycka med löv, att löva, ett ord som ytterst går tillbaka på månadsnamnet. Eftersom det i Norden kunde vara ont om gröna växter och blommor i början av maj flyttades majstången med tiden till midsommar. Traditionen att resa majstänger den 1 maj är stark i Tyskland.
Orden majstång och midsommarstång finns båda belagda i skrift med början från 1600-talet.

## Majstången i olika länder

### Sverige

#### Historia

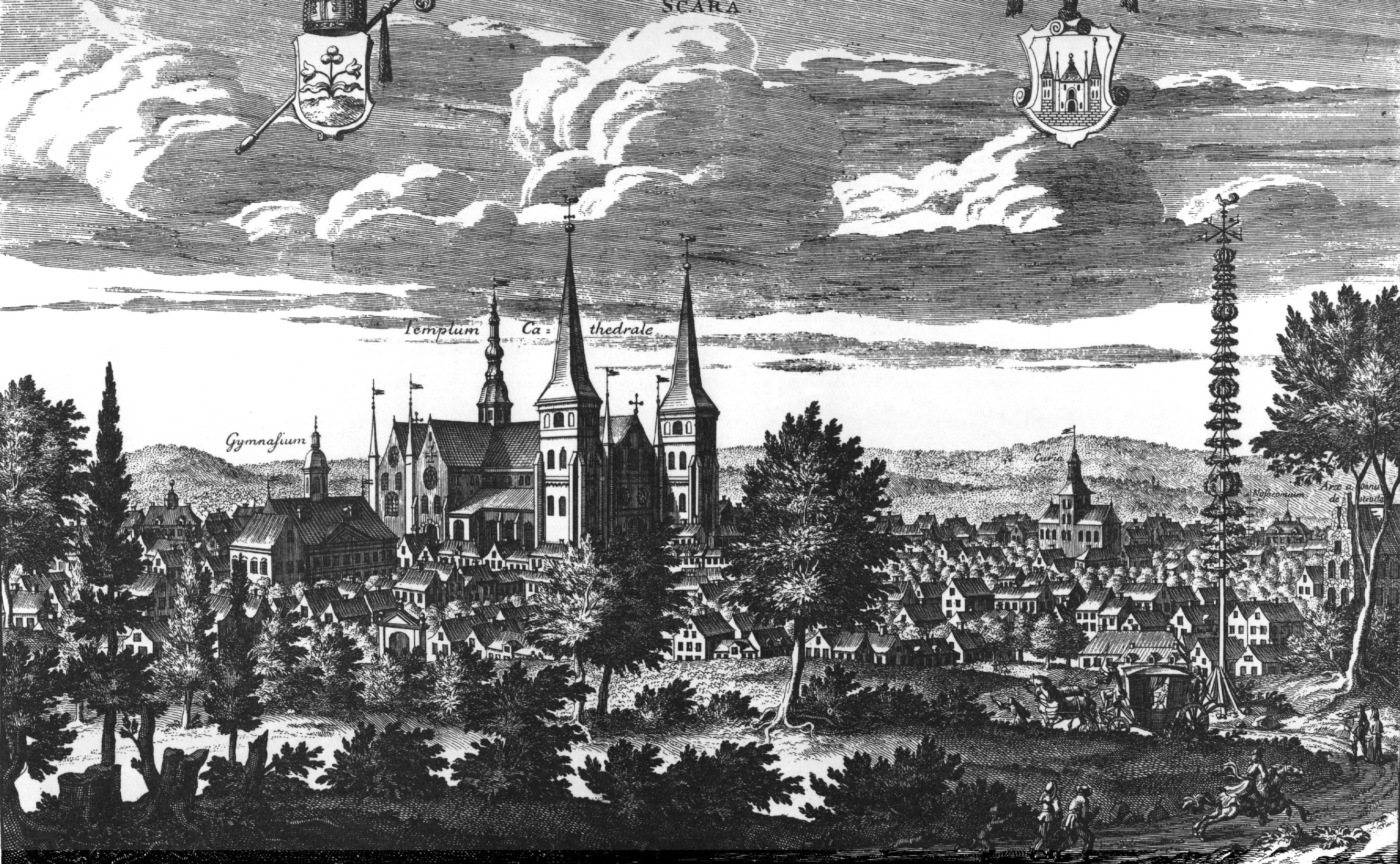
Majstång i Skara avbildad av Erik Dahlbergh i slutet av 1600-talet. Stången syns till höger i bilden.

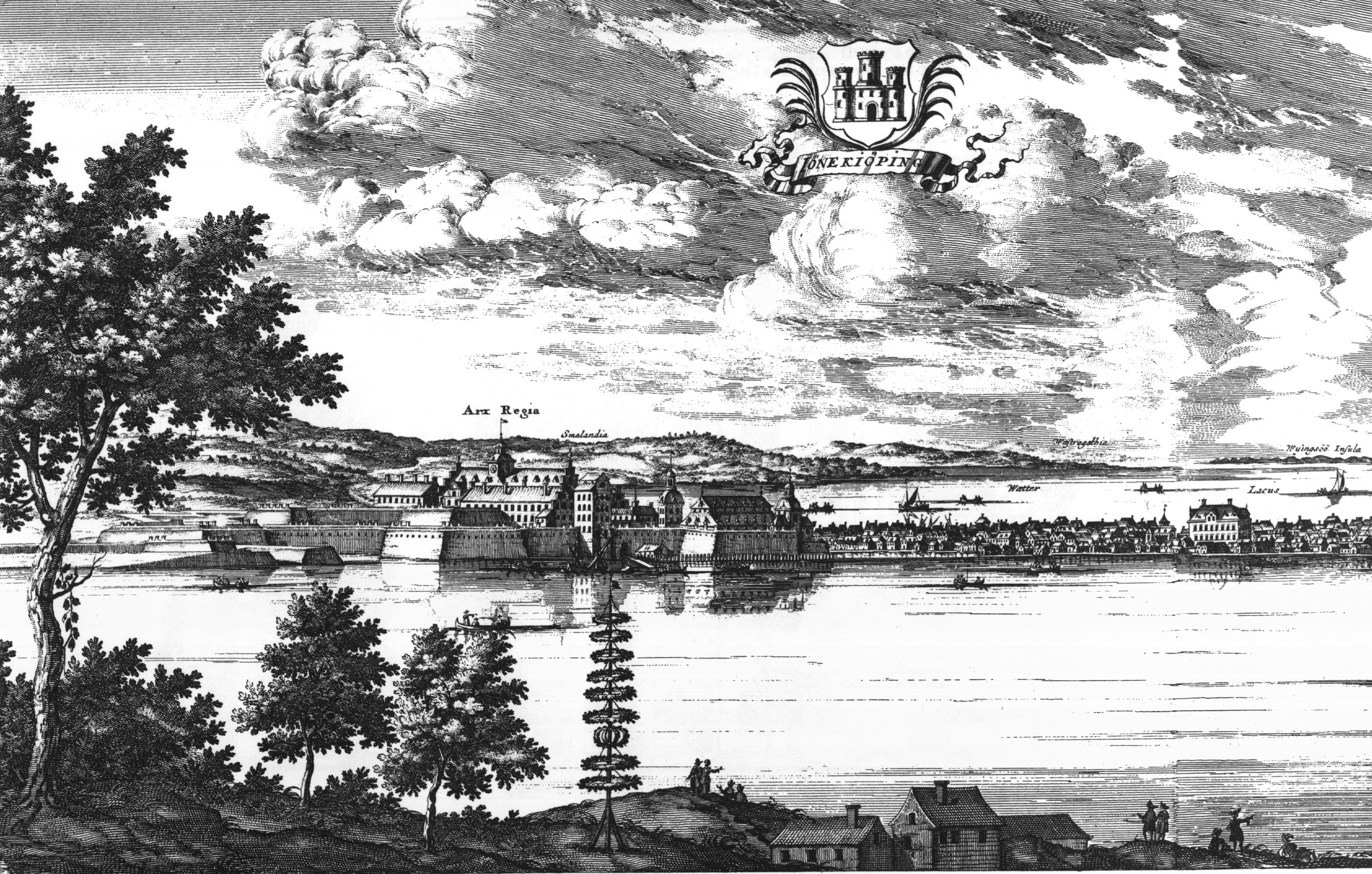
Majstång i Jönköping. Stången syns mitt i bilden. Erik Dahlbergh, sent 1600-tal.

Många av de äldsta beläggen för majstänger i Sverige förekommer i olika former av förbud, de flesta riktar sig dock inte mot resandet av själva stången, utan mot festupptågen omkring den.[källa behövs] Den äldsta kända avbildningen av majstänger i Sverige förekommer i Erik Dahlberghs stora 1600-talsverk Suecia antiqua et hodierna där det framgår att den var tämligen vanlig i städerna under samma århundrade. På denna tid stod stängerna resta året runt, en tradition som fortfarande förekommer på vissa platser i Dalarna. Olika byar tävlade sinsemellan om vem som kunde resa den vackraste stången.
På medeltiden hängde man kransar runt om en påle istället för den korsform som förekommer idag. Denna variant lever kvar i Tyskland och förekommer även lokalt i Sverige.
Majstänger omnämns av Carl von Linné i dagboken från resan till Västergötland år 1746:
| ” | Midsommarafton kommo vi efter 9 kvarts resa, tillbaka ifrån Läckö till Lidköping, klockan 12 om natten, då vi hela vägen sett ungdomen, i sin ålders midsommar, fägna sig av årets behageligaste tid. Majstänger voro på många ställen upprättade och beklädde med löv och blomster, omkring vilka drängar och pigor, efter sina förfäders urgamla vis, årligen dansade natten för och efter midsommardagen. Detta menlösa nöje nekades fuller dem av själesörjarna; men det hade så rotat sig från hedenhös, att det svårligen kunde tagas bort, och tjänstefolket, som nu gjorde sig ledigt, tyckte med skäl kunna påstå ett par nätters ro av sitt årliga arbete. | „ |

Det finns olika teorier om majstångens ursprung. Enligt Mai Fossenius har den svenska midsommarstången sin bakgrund i tysk tradition där man pyntade med löv och grönt vid festliga tillfällen, och som blev populär i Sverige under 1300-talet. Förmodligen är det ett romerskt bruk att pynta med grönt i samband med nyår som anknutits till första maj-firandet i norra Europa eftersom den 1 maj har räknats som nyårsdag. Frankerna brukade tävla i papegojskjutning, där måltavlan bestod av en fågelbild uppsatt i en hög stång. En teori är att det i kombination med majandet gett upphov till majstången.
En vanlig, men felaktig föreställning är att midsommarstången skulle vara en fallossymbol – att den i äldre tid skulle ha symboliserat en fallos saknar belägg. Idén om midsommarstången som en forntida fallossymbol uppkom under 1800-talets slut, och hänger enligt etnologen Jonas Engman samman med Freuds och psykoanalysens inflytande. Däremot kan stången vara inspirerad av kristen symbolik, skriver Engman.
Midsommarnatten har tillskrivits magiska krafter. Exempelvis förekom förr traditionen att man sparade kransarna för att kunna lägga dem i julbadet vilket skulle vara ett sätt att hålla sig frisk och stark under vintern.

#### Midsommarstången i modern tid

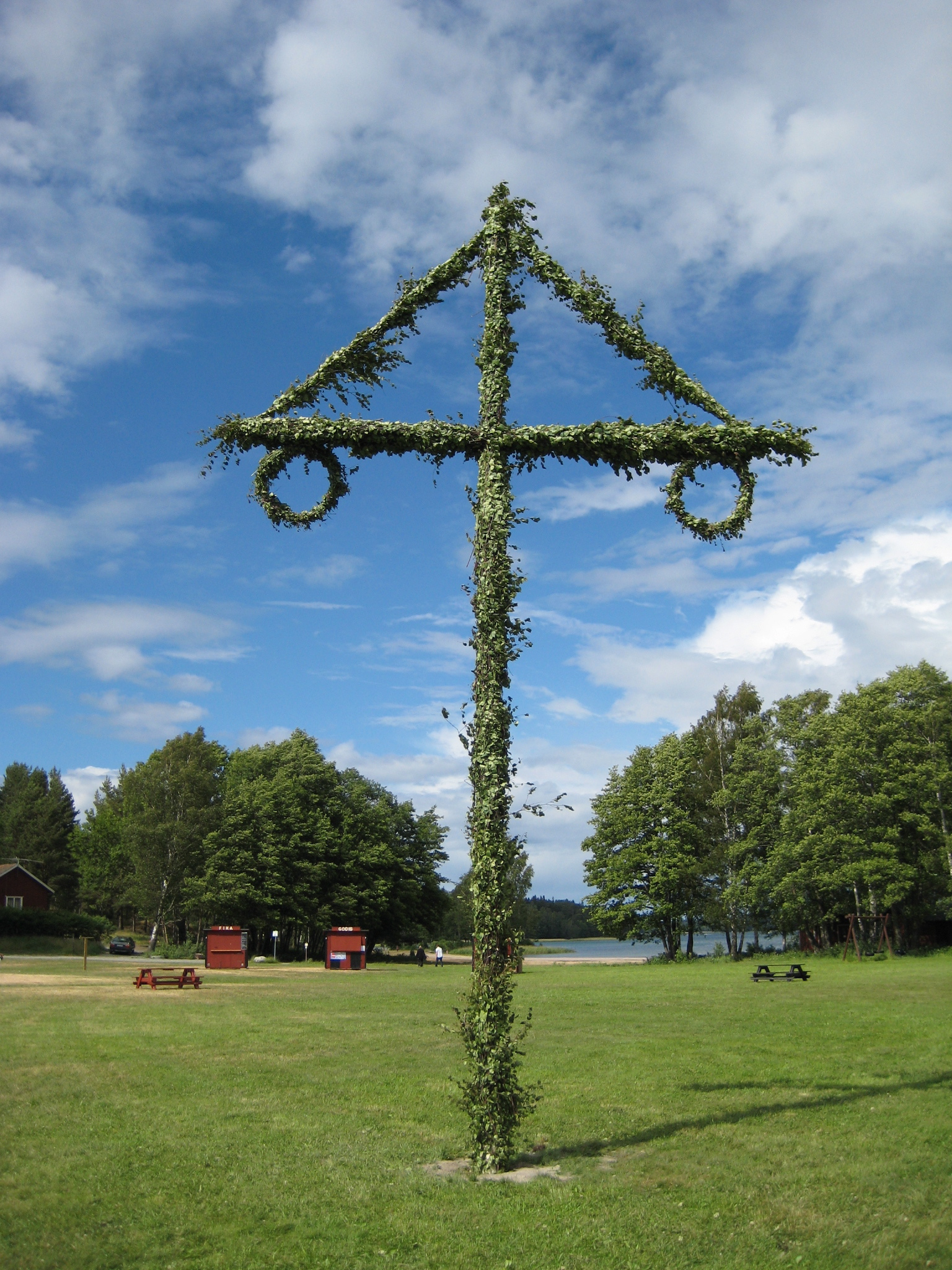
Liten midsommarstång på Gålö i Sverige.

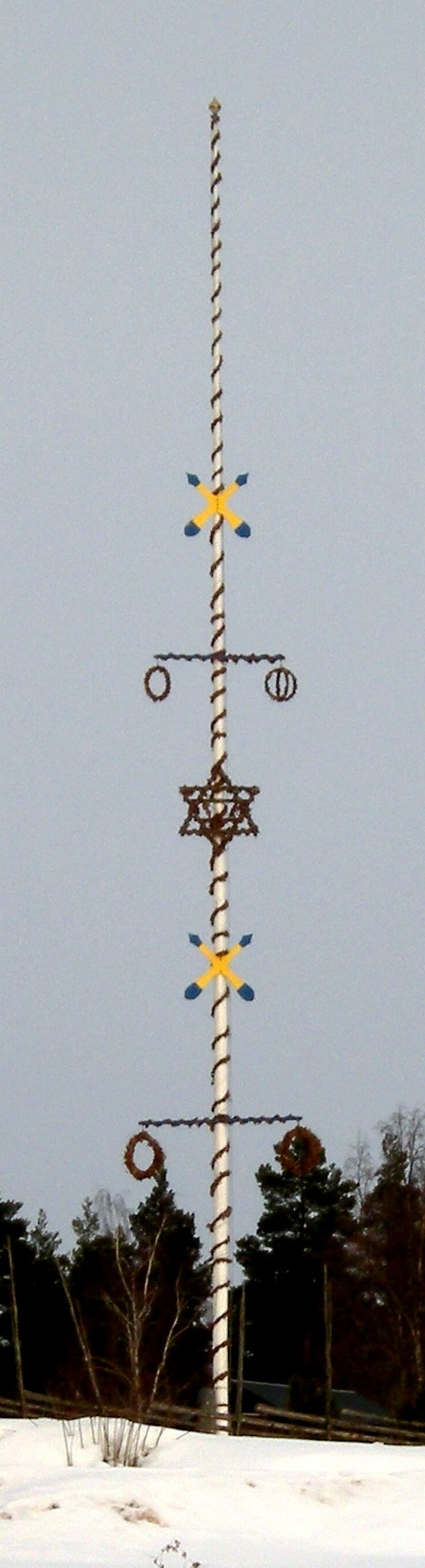
Majstång i Dalarna vintertid.

En vanlig midsommarstångstyp i Sverige är den helt lövade stången med en korsarm från vars ändar det hänger lövade och ofta blomsterprydda kransar. Lövningen utförs vanligen med björklöv. Det förekommer dock en mängd varianter på midsommarstänger runt om i landet. Bland annat den från medeltida kända varianten med en lövad stång utan korsarm och med en stor krans, eller flera kransar som hängs vågrätt omkring stången. Lövningen utförs vanligen med björklöv och kompletteras ofta med blommor. I vissa områden, främst i Dalarna, reses byns midsommarstång vid midsommar och får sedan stå under hela året. I Dalarna har alla samhällen och byar med självaktning sin egen majstång och för att firandena inte ska krocka med varandra är de utspridda under några veckor.

### Åland
På Åland reses mycket stora majstänger som kan mäta runt 20–30 meter, väga över ett ton, och är bland de största i Norden.[källa behövs] Stångresningen kräver mycket folk som hanterar så kallade saxar vilket är trägafflar som används för att stötta upp stången under resningen. Stången reses med rep som drar upp stången den sista biten och numera används ofta vinschar. Stångkaptenen leder arbetet.
Högst upp står ofta en liten trägubbe, den så kallade fäktargubben, som har huvudbonad och är klädd i vit skjorta, slips och väst eller någon sorts uniform. Han snurrar i vinden, fäktar med armarna för god skörd och symboliserar flit och arbete. I vissa byar, särskilt i skärgården, används en knopp i stället för fäktargubben.
Under fäktargubben sitter en vimpel – förr i tiden var det viktigt att veta varifrån det blåste. Den har haft olika utformning i olika kommuner – ibland har den haft årtal och/eller text, till exempel ”Johannefest” eller ”Midsommar”. Efter att Åland fick sin egen flagga 1954 har de flesta vimplarna de åländska färgerna. Tidigare satt flaggorna i en så kallad flaggkäft, men idag spikas de på eller träs över en rörlig träram.
Små segelbåtar sitter på kortare korsarmar som monterats så att de roterar i vinden om båtarna riggats väl och stången står bra. Utseendet varierar från fullständiga miniatyrer till träbitar med plåtsegel. Båtarna anses symbolisera den åländska sjöfartsnäringen.
Mellan midsommarstångens korsarmar hängs lövade snören, så kallade streck. Olika byar använder olika löv, bland annat asplöv och liljekonvaljblad. De tillverkas på midsommarafton, antingen tidigt på dagen eller just innan de ska sättas på stången. Streckningen sker så att formen av timglas eller rutor bildas, beroende på antalet korsarmar. Det har tolkats som symboler för god skörd.
Kronorna, som hänger i rårnas ändar, finns på stängerna på fasta Åland. De är midsommarstängernas mest iögonfallande prydnader och besläktade med julkronan av halm. Tillverkningen är tidsödande, och kronorna binds eller repareras senast några veckor innan midsommarafton. Tidigare bands kronorna runt en stomme av vass, men nu används ofta ståltråd. Runt stommen binds papper i olika färger, vanligen de åländska. På Eckerös midsommarstänger används kronor av ståltråd, en del klär in ståltråden i vitt crepepapper. Ett visst antal tofsar ska sen bindas fast på kronorna. Tofsarna består oftast av crepepapper i sju olika färger. Pappret är tillklippt i längder som knyts ihop med ett snöre, och det kan sitta en rödfärgad ulltåt på varje tofs.
I skärgården är det vanligt att använda enris-, löv- eller blomsterkransar i stället för kronor. På fasta Åland används också kransar, men de är placerade på stången. De binds några dagar innan midsommar och dekoreras ibland också med färgad ull eller papper.
I flera byar på Åland har man en sol på midsommarstången, exempelvis i Eckerö och på Vårdö (Solhult). Under vimpeln finns solhjulet eller solen, en stiliserad sol av trä eller plåt som målats i olika färger. Den ska monteras på stången så att den är vänd mot öster och möter den uppgående solen då stången är rest. På solens baksida sitter ofta en vindflöjel.
Under solen har man i Eckerö en spillkas. Namnet kommer troligen från ordet spirkas, en vårdkase som tändes för att varna trakterna omkring vid fara. Spillkasen görs av en tvärslå av trä som har flera halvcirkelformade vidjor eller ståltrådar som kläs med tofsar. I vardera änden finns en tofspinne eller en knopp och där hänger också en liten krona. Eckerös nuvarande midsommarstång i Storby är 28,3 meter.
Korsarmarna kan vara dekorerade med crepepapper och blommor till exempel midsommarblomster, hundkex och smörblommor.
Tofspinnarna sitter längst ut på korsarmarna och är dekorerade med papper eller ull. Ibland används också kvastar av björklöv och blommor och i vissa byar sätter man grantoppar eller miniatyrstänger ovanför kronorna.
Midsommarstången tas ner i god tid före midsommar så att man ska hinna se över den och reparera eventuella trasiga detaljer. Gamla kronor tas ner och fjolårslöven skärs bort. Det är stångkaptenen som leder arbetet och ser till att allt är klart då stången ska resas. Ofta är det också stångkaptenen som ser till att det finns löv att göra streck av. Stångkaptenen har också juridiskt ansvar om en olycka skulle hända.

### Finland
Förutom på Åland, förekommer midsommarstänger främst i de svenskspråkiga områdena, särskilt i Åboland och Nyland. Traditionen spred sig till Åboland i slutet av 1800-talet och fick stor spridning under 1900-talet. I Nyland började traditionen spridas på 1970-talet i samband med ett ökat intresse för hembygd och lokal folkkultur. Midsommarstänger förekommer också på helt finskspråkiga orter i västra och södra Finland.

### Centraleuropa

Majstång i Ostfriesland, Tyskland.

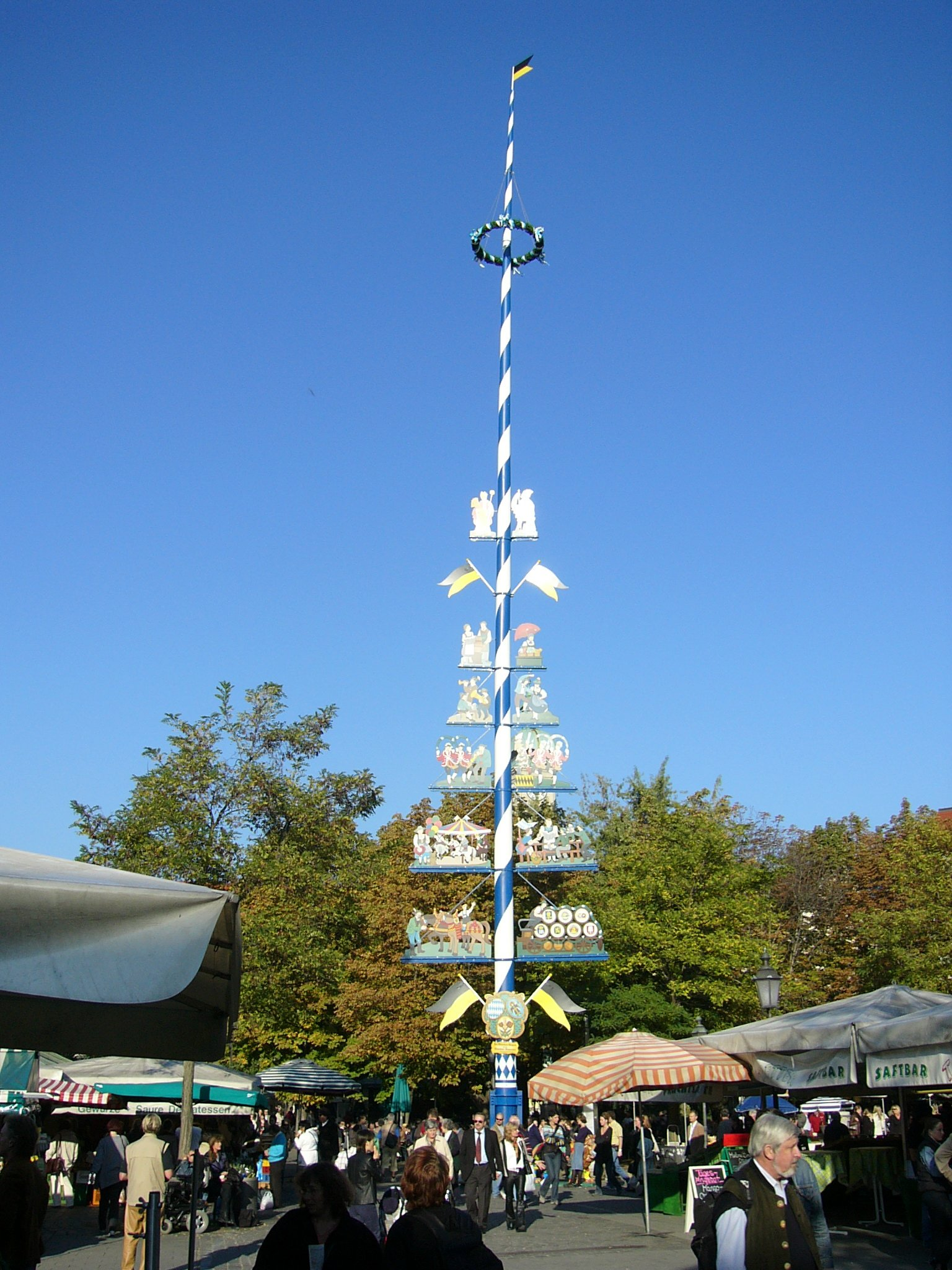
En majstång i München.

I Rhenlandet i västra Tyskland restes en majstång i början av 1200-talet. Traditionen ersattes på sina håll med en pingststång, som restes vid pingst. Stången dekorerades med vimplar och på mitten av den en krona med urblåsta ägg. Det fanns även ett spratt där pojkar från grannbyn försökte stjäla stången, så den brukade ständigt vara bevakad. Sprattet har levt vidare på sina håll.
I Österrike restes den första dokumenterade majstången 1466, men stången förbjöds under 1600-talet och fick sin återupprättelse under 1800-talet. Där är den traditionellt pyntad med grön krans och färgstarka band.
I Schweiz restes den första majstången troligen under 1500-talet. Traditionen fördes vidare av ungdomar. I Basel-området utvecklades även en lokal tradition att pynta en gran och ställa den vid en fontän den första maj.
I Tyskland och Österrike är majstången bland annat ett hedrande av den romerska fruktbarhetsgudinnan Maia.
Särskilt i södra Tyskland och andra delar av Centraleuropa reser man en majstång första maj eller några dagar tidigare. Den har ett annat utseende än den typiska i Sverige och det förekommer regionala utformningar. Ibland är inte själva stången lövad, utan istället målad och dekorerad med annat pynt. Delarna har olika symbolik: I kronan sägs de goda andarna och högsta gudarna bo. Kransen symboliserar det kvinnliga elementet. Banden på kransen förknippas med välsignelse och välstånd. Skyltarna med motiv vittnar om bondesamhället, seder och hantverk. Stammen symboliserar styrka och hälsa. Det ansågs viktigt att den avbarkades för att inte häxor och onda andar i form av kryp kunde gömma sig i den. I Bayern är majstången vanligtvis spiralrandig i blått och vitt. I Franken är den istället vanligtvis polkafärgad. På andra håll kan den även vara omålad. Beroende på region kan stången bäras genom orten i en procession innan den vanligtvis sätts upp på en central plats, som ett torg. Ofta firas resningen med en blåsorkester, publik och dans. Majstången brukar sedan vara rest åtminstone maj ut.
Lokalt förekommer fortfarande olika seder. En där unga män reser små majstänger framför ogifta kvinnors hus eller en flickväns. Ofta dekoreras dessa med kräppapper och ett hjärta av trä eller kartong med namn eller en kort vers. Om kvinnan älskar honom ska hon enligt traditionen bjuda honom på middag och öl, men variationer förekommer. Det finns också exempel med ombytta roller där unga kvinnor uppvaktar män med en majstång.

### Storbritannien och Irland

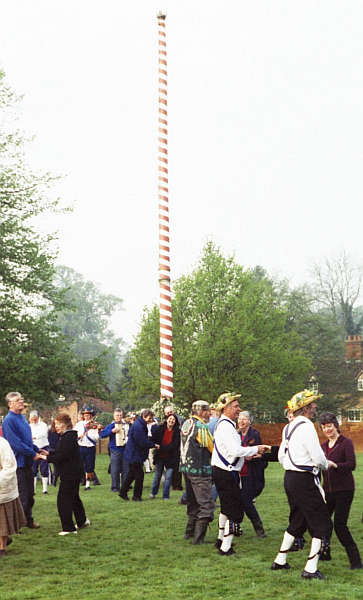
Morrisdansare vid majstången i Ickwell Green, Bedfordshire, första maj 2005.

Traditionen med majstång är inte speciellt utbredd i Storbritannien, men förekommer lokalt. Tidigare var den dock mycket utbredd, speciellt i England och i områden i Wales, Skottland och Irland som stod under engelskt inflytande.
Det äldst kända dokumentet som anses beskriva en majstång i Storbritannien är en walesisk dikt skriven av Gryffydd ap Adda ap Dafydd under mitten av 1300-talet där han beskriver hur människor brukar en lång björkstång i Llanidloes, i centrala Wales. Beskrivningar av traditionen med majstänger i Storbritannien ökade under senare delen av 1300-talet och ”under perioden 1350-1400 var sedvänjan väl etablerad i södra Storbritannien, både i städer och på landet, och i både engelsk- och walesisktalande delar.”
Med protestantismen under 1500-talet minskade bruket av majstång eftersom denna tradition och andra festligheter kring första maj ansågs som en form av avgudadyrkan och därmed förbjöds. Under Maria I:s regeringstid, med start 1553 infördes katolicismen som statskyrka och traditionen med majstänger återupptogs. Under senare engelska regenter brukades traditionen lokalt, men var exempelvis förbjudet i Doncaster, Canterbury och Bristol, beroende på hur det lokala styret förhöll sig. I Skottland, som under denna period var en självständig stat, och där protestantismen i formen av presbyterianismen var stark, dog traditionen nästan ut helt.
I och med den engelska revolutionens början 1660 blev det vanligt att vanligt folk, speciellt i London, satte upp majstänger i vägkorsningar. De största och kraftigaste stod kvar under tiotals år. Efter den ärorika revolutionen återupplivades traditionen med majstång och ringdans på den engelska landsbygden. Vid 1800-talet hade majstångsfirandet blivit en del av symbolismens kring "Merry England". Det är också vid den här tiden som traditionen med en flätdans uppstår. Fastsatt i majstången sitter långa färgade band som dansarna håller i och under dansen flätas banden samman på olika sätt, vilket ofta resulterar i att paren möts vid stångens bas. Denna typ av dans framförs fortfarande runt den permanenta majstången i Offenham, Worcestershire. Tillfälliga majstänger reses idag ofta på byars allmänningar och aktiviteten organiseras av lokala morrisdansare.

## Visor och danslekar
På Åland är det vanligt att Ålands landskapssång Ålänningens sång sjungs kring majstången.
Exempel på visor och danslekar som i olika delar av Sverige är vanliga att utföra kring majstången:
- Domaredansen
- Du tycker du är vacker
- Flickorna de små
- Höga berg och djupa dalar
- Jag gick mig ut en afton
- Jänta å ja
- Karusellen
- Morsgrisar
- Och flickan hon går i dansen
- Prästens lilla kråka
- Raketen
- Ritsch, ratsch, filibom
- Räven raskar över isen
- Sju vackra flickor i en ring
- Små grodorna
- Så gå vi runt om ett enerissnår
- Tre små gummor
- Uppå källarbacken
- Vi äro musikanter
- Viljen I veta och viljen I förstå

## Bilder

Resning av midsommarstång, Valje 2013
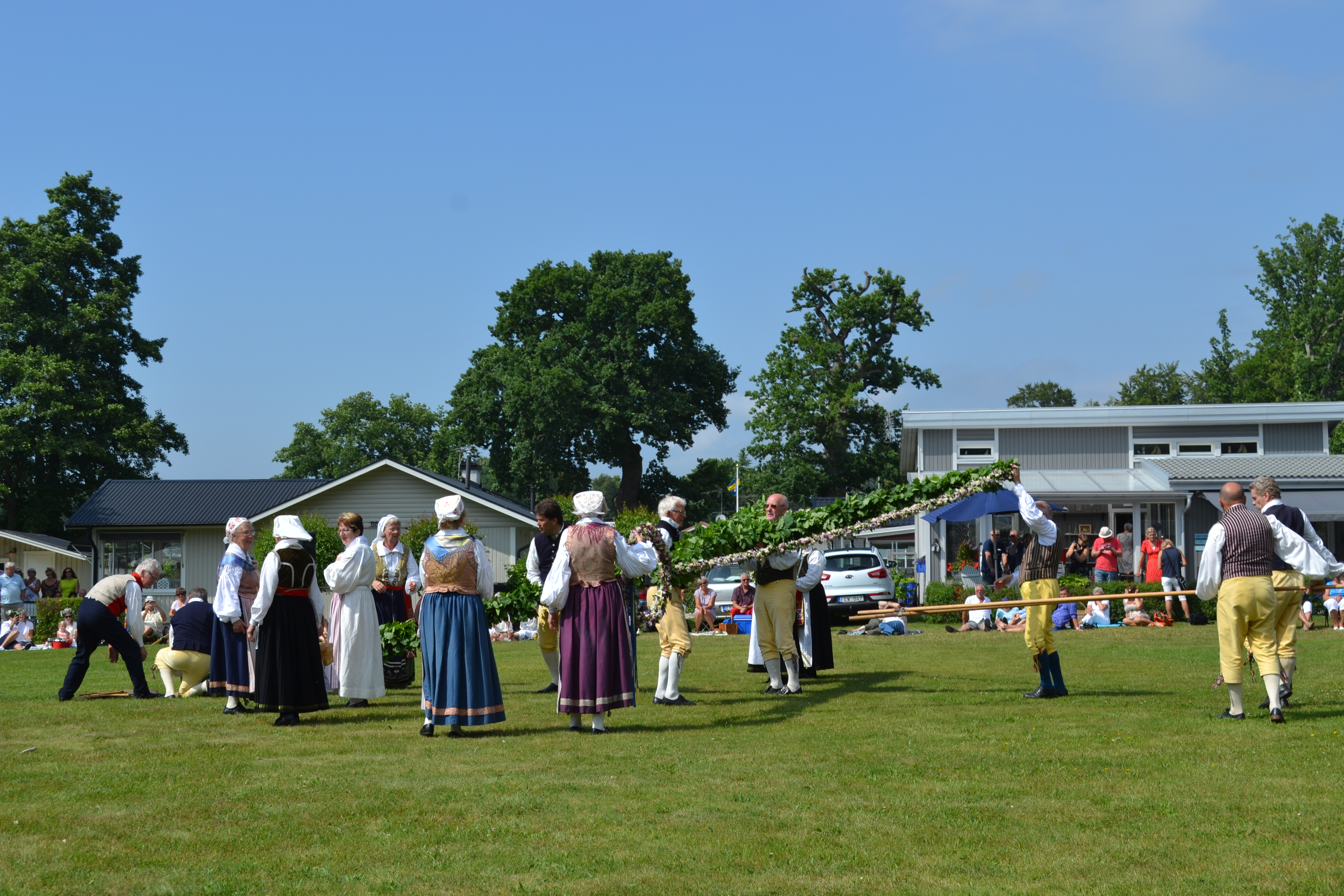
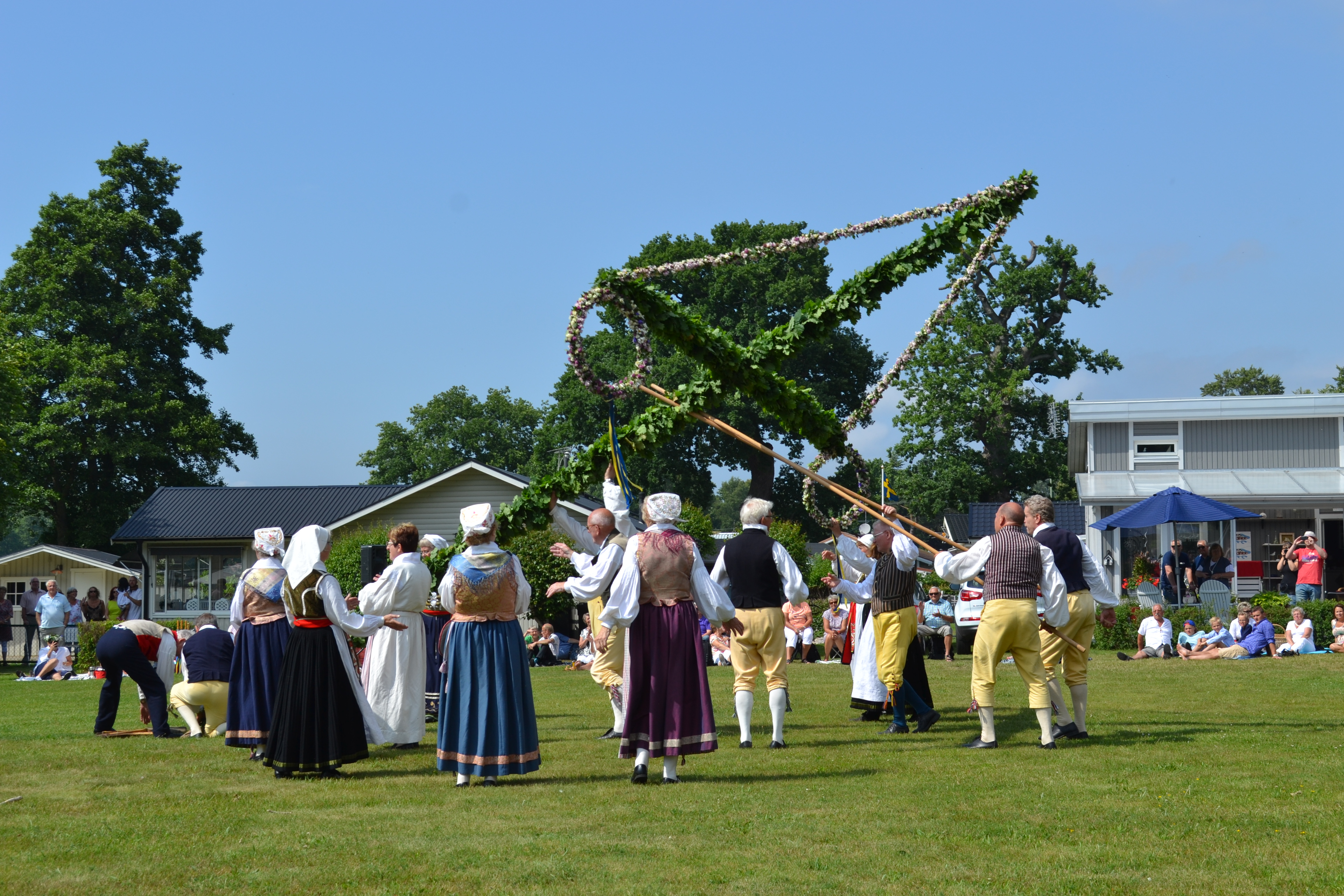
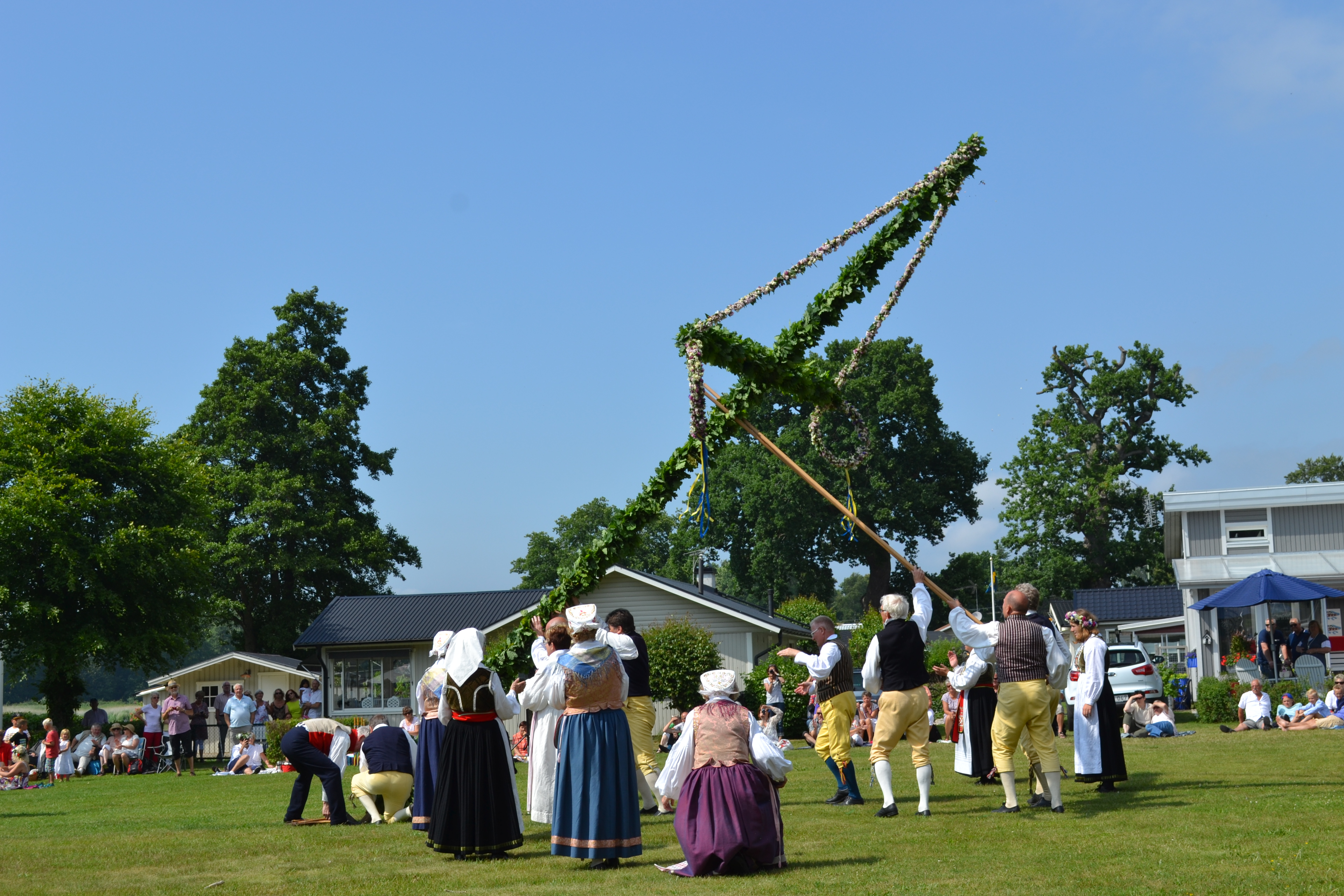
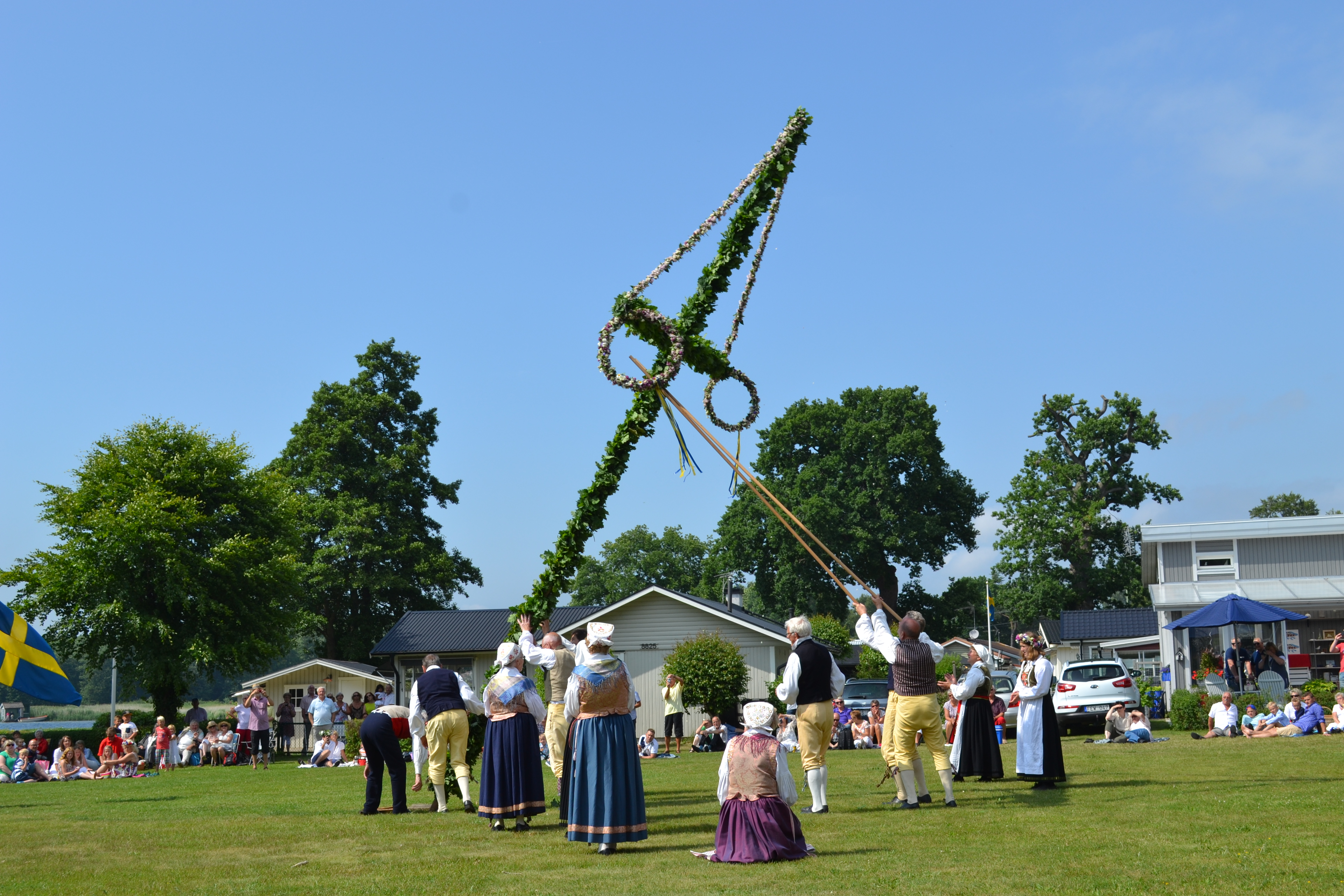
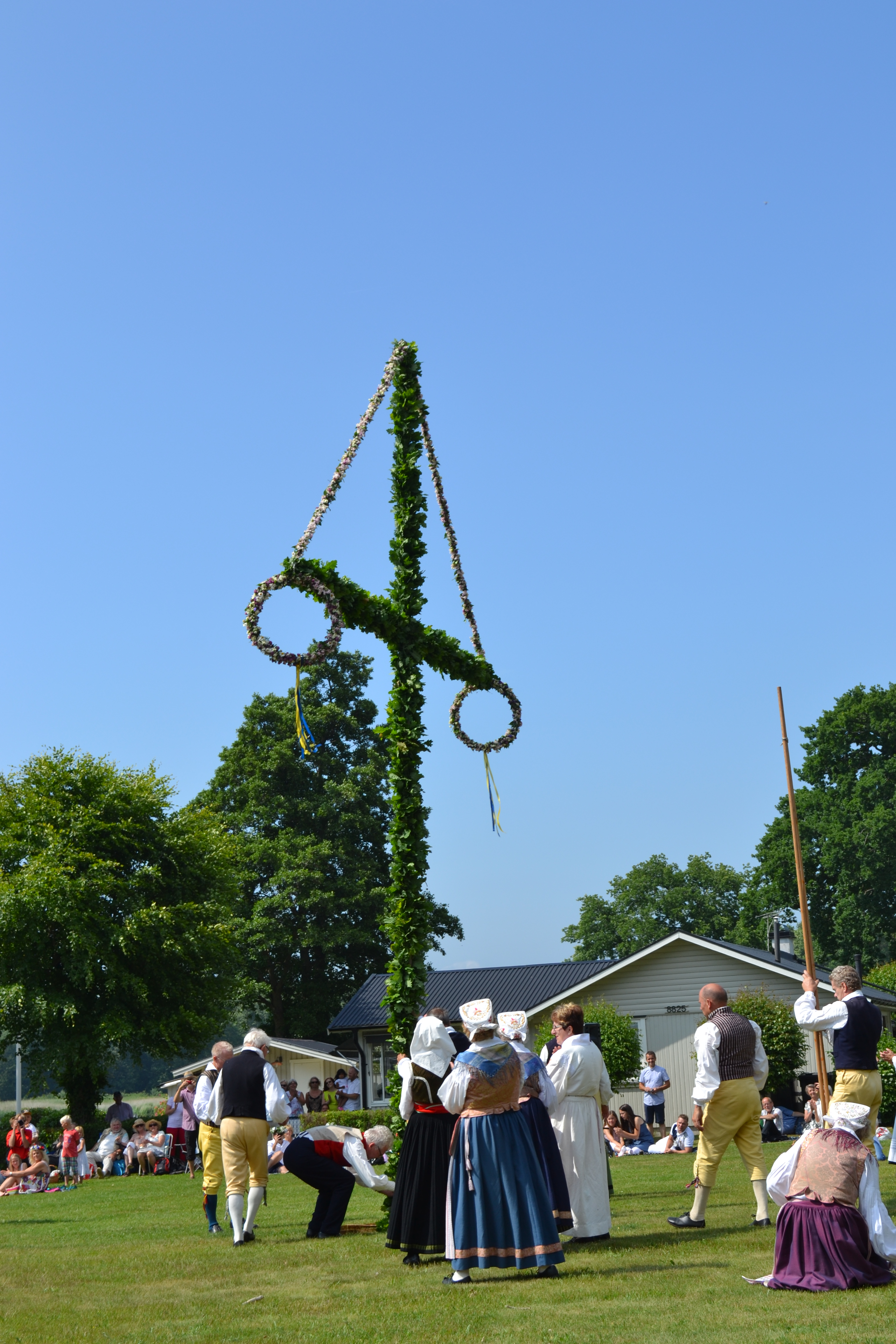

Midsommarstång, Brevens bruk
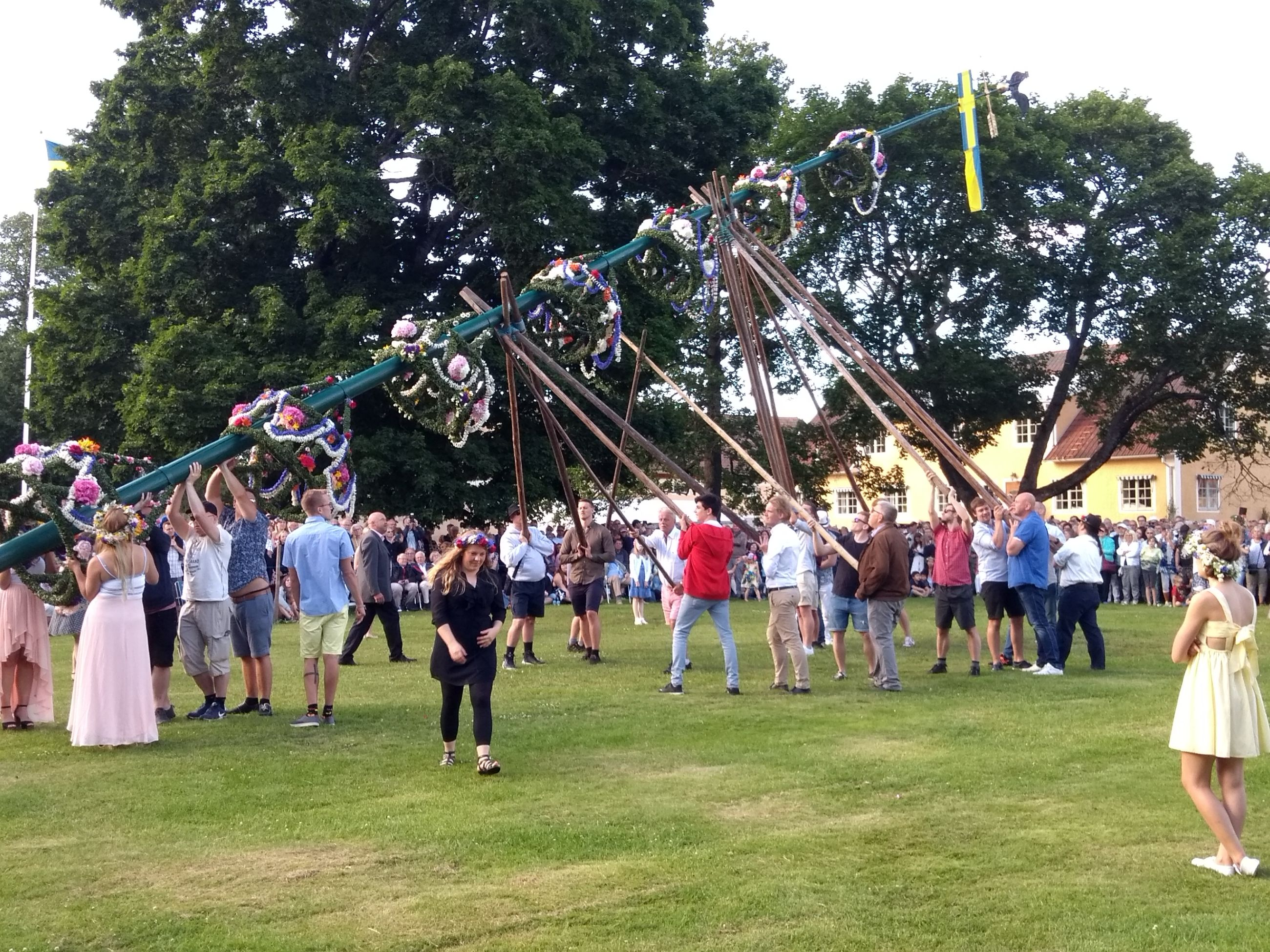
Resning av midsommarstången 2019. Stången är av den äldre typen som nämns ovan, utan korsarm.
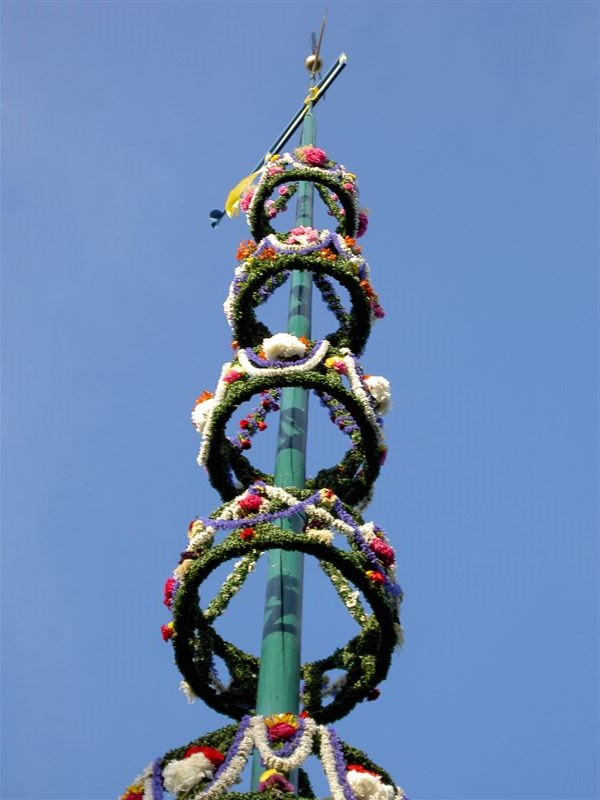
2008. De sju kransarna börjar kläs med liljekonvaljeblad 4-5 dagar före midsommarafton, då slutligen blommorna sätts dit.